# Bacalaureatul Internațional
Bacalaureatul Internațional (IB), cunoscut anterior ca Organizația Bacalaureatului Internațional (IBO), este o fundație educațională internațională cu sediul în Geneva, Elveția, fondată în 1968. Aceasta oferă patru programe educaționale: programul de diplomă IB și programul de carieră IB pentru elevii cu vârsta cuprinsă între 16 și 19 ani, programul de vârstă mijlocie IB pentru elevii cu vârsta cuprinsă între 11 și 16 ani și programul de învățământ primar IB pentru copiii cu vârste cuprinse între 3 și 12 ani. Pentru a preda aceste programe, școlile trebuie să fie autorizate de Bacalaureatul Internațional. 
Denumirea și logo-ul organizației au fost modificate în anul 2007 pentru a reflecta reorganizarea fundației. În consecință, termenul IB se poate referi acum la organizația însăși, la oricare dintre cele patru programe sau la diploma sau certificatele acordate la sfârșitul unui program.

## Istorie

### Început
Când Marie-Thérèse Maurette a scris Tehnici educaționale pentru pace. Există? în anul 1948, aceasta a creat cadrul pentru ceea ce va deveni în cele din urmă programul de diplomă IB (IBDP). La mijlocul anilor '60, un grup de profesori de la Școala Internațională de la Geneva (Ecolint) a creat Sindicatul Internațional de Examinare a Școlilor (ISES — International Schools Examinations Syndicate), care ulterior a devenit Biroul Bacalauretului Internațional (IBO — International Baccalaureate Office), urmat de Organizația Bacalaureatului Internațional (IBO) și apoi Bacalaureatul Internațional (IB).

### Primul program
Sediul IB a fost înființat oficial la Geneva, Elveția, în 1968, pentru dezvoltarea și întreținerea programului de diplomă IB. Obiectivul acestui program a fost acela de a oferi o calificare de admitere universitară acceptabilă la nivel internațional adecvată populației mobile în creștere a tinerilor ai căror părinți făceau parte din lumea diplomației, a organizațiilor internaționale și multinaționale, oferind cursuri și evaluări standardizate pentru studenții în vârstă de la 16 până la 19 ani.
Bacalaureatul Internațional din America de Nord (IBNA) a fost înființat în anul 1975 de către Peter Nehr, iar Bacalaureatul Internațional din Africa, Europa și Orientul Mijlociu (IBAEM) și Bacalaureatul Internațional din Asia și Pacific (IBAP) în 1986.

### Alte programe
Programul IB de vârstă mijlocie (MYP — Middle Years Programme) a fost oferit pentru prima dată în 1994. După 5 ani, 51 de țări aveau școli în care se folosea programul MYP. Un program MYP revizuit a fost introdus în septembrie 2014.
Programul de învățământ primar al IB (PYP — Primary Years Programme) a fost pornit în 1996 ca un proiect-pilot în 30 de școli primare de pe diferite continente, iar prima școală PYP a fost autorizată în 1997, iar în decurs de 5 ani, 87 de școli din 43 de țări au fost autorizate.
Programul de carieră IB a fost oferit pentru prima dată în 2012. 

### Directori
Alec Peterson a fost primul director general al IB (1968-1977), urmat de Gérard Renaud (1977-1983), Roger Peel (1983-1998), Derek Blackman (1998-1999), George Walker (1999-2005), Jeffrey Beard 2006-2013) și dr. Siva Kumari (din 2014). 

## Profilul elevului IB
Profilul elevului IB descrie concis aspirațiile unei comunități globale care împărtășește valorile care stau la baza filosofiei educaționale a IB. Profilul elevului IB descrie atributele și rezultatele educației pentru spiritul internațional. Elevul IB se străduiește să fie: 
- Gânditor
- Comunicator
- Principial
- Reflexiv
- Receptiv
- Echilibrat
- Cutezător
- Interesat
- Grijuliu
- Informat

Profilul elevului este baza tuturor celor patru programe. 

## Programul de diplomă (DP)  — curriculum și discipline
Intervalul de vârstă: 15-19 ani 
Baza programului de diplomă:
- Teoria cunoașterii (TOK)
- Eseul extins (EE)
- Creativitate, activitate, serviciu (CAS)

Domeniile de discipline:
- Studii în limbă și literatură
  - Limba A: Literatură IB
  - Limba A: Limbă și literatură IB
  - Literatură și interpretare IB
- Dobândire de limbi străine
  - Limba B IB
  - Limba B ab initio SL IB
  - Limbi clasice IB
- Indivizi și societăți
  - Administrarea afacerilor IB
  - Economie IB
  - Geografie IB
  - Politică internațională IB
  - Istorie IB
  - Tehnologia informației într-o societate globală IB
  - Filozofie IB
  - Psihologie IB
  - Antropologie socială și culturală IB
  - Religiile lumii SL IB
- Științe experimentale
  - Biologie IB
  - Informatică IB
  - Chimie IB
  - Technologie de proiectare IB
  - Sisteme de mediu și societăți IB
  - Fizică IB
  - Sport, exerciții fizice și științe ale sănătății IB
- Matematică
  - Studii matematice SL IB
  - Matematică IB
  - Matematică suplimentară HL
- Arte
  - Dans IB
  - Film IB
  - Muzic IB
  - Teatru IB
  - Arte vizuale IB

## Programul de carieră (CP) — curriculum
Intervalul de vârstă: 16-19 ani 
Cadru din trei părți:
- Studiul a cel puțin două cursuri din programul de diplomă
- Studii legate de carieră (terminologia diferă în întreaga lume — calificări profesionale, vocaționale, tehnice și altele).
- Baza CP

Baza CP 
- Curs de competențe personale și profesionale
- Învățare prin serviciu
- Proiect reflexiv
- Dezvoltarea limbajului

## Programul de vârstă mijlocie (MYP) —curriculum
Intervalul de vârstă: 11-16 ani 
Șase contexte globale: 
- Identități și relații
- Identitate personală și culturală
- Orientare în spațiu și timp
- Inovare științifică și tehnică
- Corectitudine și dezvoltare
- Globalizare și durabilitatea

Opt domenii tematice 
- Dobândirea de limbi străine
- Limbă și literatură
- Indivizi și societăți
- Matematică
- Proiectare
- Arte
- Științe
- Educație fizică și sănătate

Activitatea culminantă pentru școlile care oferă un program de 3-5 ani:
- Proiect personal: MYP 5
- Proiect comunitar: MYP 3-4

## Programul de învățământ primar (PYP) — curriculum
Intervalul de vârstă: 3-12 
Șase teme interdisciplinare 
- Cine suntem noi
- Unde suntem în spațiu și în timp
- Cum ne exprimăm noi înșine
- Cum funcționează lumea
- Cum ne organizăm pe noi înșine
- Împărțirea planetei

Șase domenii tematice 
- Limbă
- Științe sociale
- Matematică
- Arte
- Știință
- Educație personală, socială și fizică

Cinci elemente esențiale 
- Concepte
- Cunoștințe
- Aptitudini
- Atitudini
- Acțiuni[23]

## Organizare
IB este o fundație educațională non-profit. IB-ul își păstrează sediul în Geneva, Elveția. Centrul de evaluare este situat în Cardiff, Țara Galilor, iar centrul de curriculum a fost mutat în 2011 în Haga, Olanda . Au fost deschise trei centre globale: Bethesda, Maryland (în zona metropolitană Washington, DC) în Statele Unite, Singapore și Haga. 
Organizația este împărțită în trei centre regionale: IB Africa, Europa și Orientul Mijlociu (IBAEM), administrate de la Haga, IB America (IBA), administrat din Bethesda și IB Asia și Pacific (IBAP), administrat din Singapore. 
Asociațiile subregionale sunt grupuri formate din și pentru personalul din școlile IB, care au ca scop de a ajuta școlile IB, profesorii și elevii din comunitățile lor, începând cu punerea în aplicare a programelor IB, până la crearea unui forum de dialog. În prezent, există 56 de asociații subregionale, printre care: 
- cincisprezece (15) în regiunea IB Africa, Europa și Orientul Mijlociu (IBAEM),[27]
- treizeci și șase (36) în regiunea IB America (IBA)[28] și
- cinci în regiunea IB Asia și Pacific (IBAP).[29]

În 2003, IB a înființat în Statele Unite Fondul IB, cu scopul de a spori strângerea de fonduri și pentru a menține fondurile strânse separate de fondurile operaționale. În 2004, IB a aprobat un plan strategic pentru a se asigura că „programele și serviciile sunt de cea mai înaltă calitate” și de a „oferi acces [la program] persoanelor dezavantajate din punct de vedere socio-economic”.  În 2010 și 2015, planurile strategice au fost actualizate după o consultare substanțială. Viziunea pentru următorii 5 ani a fost aceea de a plasa IB în poziția de lider în educația internațională, iar consiliul de administrație a subliniat o viziune și patru obiective strategice cheie.
Accesul rămâne fundamental pentru misiunea IB și o varietate de inițiative și proiecte contribuie la avansarea acestuia în Ecuador, Polonia, România, Cehia, Africa de Sud, Kazahstan, Spania, Malaysia și Japonia.
Statele Unite au cel mai mare număr de programe IB (2010 din 5586 în toată lumea) oferite atât de către școlile private, cât și de către cele publice.
IB lucrează împreună cu guverne și organizații nonguvernamentale din întreaga lume, are statut consultativ ca organizație nonguvernamentală (ONG) la Organizația Națiunilor Unite pentru Educație, Știință și Cultură (UNESCO) și are relații de colaborare cu Consiliul Europei și Organizația Internațională a Francofoniei (OIF).

## Guvernare
Guvernarea IB este alcătuită dintr-un consiliu de administrație al IB și șase comisii (acces și avansare, audit, educație, finanțe, resurse umane și guvernare). Consiliul guvernatorilor numește directorul general, stabilește direcția strategică a organizației, adoptă o declarație de misiune, face politica organizației, supraveghează administrarea financiară a IB și asigură autonomia și integritatea examenelor programului de diplomă IB și alte evaluări ale studenților. Structura comitetelor sale diferite se bazează pe respect, reprezentare și colaborare.
Consiliul guvernatorilor poate cuprinde între 15 și 25 de membri. Membrii sunt aleși de către consiliul de administrație, la recomandarea comitetului de guvernare și de la nominalizările prezentate de către șefii consiliilor, consiliile regionale și consiliul de administrație. Pentru a încuraja diversitatea de gen, cultură și origine, există doar trei funcții ex-officio: directorul general (fără drept de vot), președintele comisiei de examinare și președintele consiliului de conducere. 
Organismele consultative includ consiliul de conducere și consiliile regionale.

## Recepție
| Țară                       | PYP  | MYP  | Diplomă | Carieră | Școli în total |
| -------------------------- | ---- | ---- | ------- | ------- | -------------- |
| Statele Unite              | 500  | 618  | 893     | 77      | 1725           |
| Canada                     | 82   | 169  | 171     | 2       | 366            |
| Australia                  | 119  | 45   | 67      | 1       | 176            |
| Ecuador                    | 9    | 9    | 253     | 0       | 253            |
| Regatul Unit               | 14   | 13   | 125     | 13      | 132            |
| India                      | 63   | 21   | 108     | 0       | 128            |
| Mexic                      | 55   | 35   | 66      | 1       | 106            |
| China                      | 37   | 27   | 83      | 1       | 101            |
| Spania                     | 11   | 14   | 93      | 0       | 95             |
| Germania                   | 23   | 11   | 67      | 2       | 71             |
| Hong Kong                  | 32   | 9    | 29      | 1       | 56             |
| Turcia                     | 25   | 10   | 43      | 0       | 60             |
| Argentina                  | 7    | 3    | 56      | 0       | 57             |
| Elveția                    | 18   | 11   | 42      | 1       | 49             |
| Indonezia                  | 32   | 14   | 29      | 0       | 48             |
| Polonia                    | 6    | 8    | 40      | 0       | 45             |
|                            | PYP  | MYP  | Diplomă | Carieră | Școli în total |
| Total școli pe plan global | 1375 | 1264 | 2997    | 118     | 4460           |
| Țări și teritorii          | 104  | 97   | 140     | 18      | 151            |

Programul de diplomă IB a fost descris ca fiind „un curriculum riguros recunoscut de universități din întreaga lume”, în ediția revistei Time din 10 decembrie 2006, într-un articol intitulat „Cum să scoatem școlile noastre din secolul XX”. De asemenea, a fost prezentat în ediția din vara anului 2002 a American Educator, în care Robert Rothman l-a descris drept „un bun exemplu al unui sistem eficient, bazat pe examene”. 
În SUA, în 2006, ca parte a Inițiativei Americane pentru Competitivitate (ACI), Președintele George W. Bush și secretarul pentru educație Margaret Spellings au prezentat un plan pentru extinderea cursurilor de matematică și științe din programului de plasare avansată (AP) (bacalaureatul american) și Bacalaureatul Internațional, cu scopul de a crește numărul de cadre didactice din cadrul AP și IB și numărul de elevi care dau examenele AP și IB, precum și numărul de elevi care au trecut aceste examene. Howard Gardner, profesor de psihologie educațională la Universitatea Harvard, a declarat că curriculumul IBDP este „mai puțin parohial decât majoritatea eforturilor americane” și îi ajută pe elevi să „gândească critic, să sintetizeze cunoștințele, să reflecteze asupra propriilor procese de gândire și să-și însușească gândirea interdisciplinară”.
În 2006, miniștrii din Regatul Unit au acordat finanțare astfel încât „fiecare autoritate locală din Anglia ar putea avea cel puțin un centru care să ofere elevilor de liceu șansa de a urma cursurile IB”. În 2008, din cauza faptului că nivelurile A (bacalaureatul britanic) își pierduseră popularitatea și a creșterii numărului de studenți care dădeau examenele IB, secretarul pentru copii, Ed Balls, a abandonat un „angajament luat de Tony Blair pentru a permite copiilor din toate zonele să studieze IB”. Au apărut temeri legate de un sistem de învățământ „pe două niveluri” care împărțea în continuare educația între bogați și săraci, mai ales deoarece creșterea și dezvoltarea IB era și este realizată de școlile private. În timp ce numărul școlilor de stat din programul de diplomă a scăzut din cauza scăderii bugetare, noul program legat de carieră a înregistrat o popularitate puternică în Marea Britanie, cu 27 de școli participante doar din orașul Kent.
În 2006, a fost făcută o încercare de a elimina IBDP de la o școală de stat din Pittsburgh, PA. Unele școli din Statele Unite l-au eliminat din motive bugetare și din cauza participării scăzute a studenților. În Utah, în 2008, finanțarea pentru IBDP a fost redusă de la 300.000 dolari la 100.000 de dolari după ce senatorul Margaret Dayton a obiectat față de program, declarând: „În primul rând, nu am susținut niciodată eliminarea IB… Nu vreau să creez cetățeni internaționali nici pe departe la fel de mult pe cât vreau să creez cetățeni americani care funcționează bine în lume.” Primarul Rahm Emanuel din Chicago, între timp, considera că IB ar trebui să fie o opțiune pentru studenții din școlile de stat din Chicago. Elizabeth Brackett a realizat un raport despre despre IB în Chicago. Un raport de la Universitatea din Chicago a concluzionat că elevii din școlile de stat din Chicago care au absolvit programul IB aveau cu 40% mai multe șanse să participe la un colegiu de patru ani, cu 50% mai multe șanse să participe la un colegiu selectiv de patru ani și că aveau mult mai multe șanse să reziste în colegiu decât ceilalți elevi din afara programului. 
În alte părți ale lumii, programele IB au fost bine primite. În 2013, Ministerul Educației, Culturii, Sportului, Științei și Tehnologiei din Japonia și IB au anunțat un plan care va extinde oportunitățile pentru studenții japonezi de a urma curriculum-ul IB în limba japoneză. În Malaezia, a fost elaborat un proiect ca răspuns la interesul exprimat de Ministerul Educației din Malaezia în colaborarea cu IB pentru implementarea programului IB Middle Years Programme (MYP) în anumite școli secundare de stat. Consiliul Educației din Abu Dhabi (ADEC) a semnat un acord cu IB în eforturile de a lărgi opțiunile oferite părinților și de a satisface diferitele nevoi ale elevilor din Emiratele Arabe Unite. În aprilie 2014, Fundația King Faisal din Arabia Saudită și IB au semnat un memorandum de înțelegere pentru dezvoltarea programelor IB, inclusiv IBDP, în până la 40 de școli primare și secundare, cu scopul de a dezvolta aceste școli ca centre de excelență și școli internaționale IB. În Peru, președintele Ollanta Humala s-a angajat să construiască o rețea școlară de înaltă performanță (COAR), alcătuită din școli internaționale IB. La începutul lui 2016, 13 noi școli au fost autorizate de IB ca parte a acestui program. În Ecuador, președintele Rafael Correa sa angajat, de asemenea, să îmbunătățească educația în școlile de stat prin implementarea programelor IB, iar până în ianuarie 2016 existau deja peste 200 de școli de stat cu programe IB. Cu sprijinul organizațiilor locale, în Rusia există 13 școli de stat IB. În Spania, au fost implementate diferite modele (există 3 tipuri de școli în Spania: școli de stat, școli private și școli private-finanțate de stat sau concertate) care au dus la o creștere de 140 de școli IB.
Pe plan internațional, IB continuă să fie recunoscut ca fiind inovator, iar în 2014 summit-ul mondial privind inovația din educație (WISE) a anunțat programul de carieră IB ca finalist pentru premiile anuale WISE. 

## Cercetare
IB desfășoară cercetări proprii din cadrul unor universități renumite sau instituții de cercetare din întreaga lume. Cercetarea este utilizată pentru a înțelege și a urmări implementarea și impactul programelor IB sau pentru a sprijini dezvoltarea programelor. Există, de asemenea, o multitudine de cercetări terțe disponibile: 
- Baza de date internațională privind cercetarea educațională este o sursă de referință pentru publicațiile de cercetare referitoare la educația internațională, școlile internaționale și bacalaureatul internațional. Aceasta oferă legături către sursele originale.
- Revista de cercetare în educație internațională conține adesea articole legate de cercetarea asupra IB sau în educația internațională.
- Agenția de Statistică a Învățământului Superior (HESA) din Marea Britanie a examinat caracteristicile și tendințele elevilor IB, comparativ cu grupurile de elevi din nivelurile A și alte grupuri de studenți de la universități și a documentat rezultatele într-un raport cuprinzător.[65]

## Acuzații de plagiat
Jeffrey Beard, fost director general al IB, a discutat despre Educația pentru o lume mai bună, pe 5 august 2010, la instituția Chautauqua din New York. Instituția a emis o declarație a doua zi în care a exprimat o „dezamăgire reală” față de discuție, remarcând că „a folosit în mare măsură și a citat extensiv dintr-un discurs dat la începutul anului de Sir Ken Robinson”, adăugând că el a „neglijat să citeze sursa sau să dezvăluie citatele”. Ken Robinson este un renumit pedagog britanic care locuiește în Statele Unite. Printr-un purtător de cuvânt al IB, Beard a recunoscut că „ar fi putut fi mai explicit despre sursele și autorii care l-au inspirat pentru conținutul acestui discurs”. Într-o scrisoare trimisă directorilor de școli care oferă programa IB, el a descris acest lucru ca fiind un „incident nefericit” din cauza unei „neglijențe”.
Într-o întâmplare aparent nelegată de cea de mai sus, Suplimentul Educațional al Times a dezvăluit pe 8 octombrie 2010 că porțiuni semnificative al uneia dintre ghidurile de evaluare ale IB pentru programul de diplomă au fost copiate pe scară largă din site-uri web care nu au fost citate ulterior, inclusiv Wikipedia. Într-o scrisoare către școli, directorul general al IB, Beard, a scris: „Am luat și vom lua întotdeauna măsuri imediate și adecvate atunci când descoperim orice încălcare a politicilor sau standardelor noastre”. Examinatorul responsabil de plagiat a demisionat din consiliul de examinare la cinci săptămâni după ce a apărut problema.